# Hermann Gramlich
Hermann Gramlich (* 24. April 1913 in Villingen; † 7. Februar 1942 in der Sowjetunion) war ein deutscher Fußballspieler. Er spielte im Jahr 1935 dreimal für die A-Nationalmannschaft.

## Karriere

### Vereine
Noch in der Schlosserlehre befindlich wurde das Talent des stämmigen Fußballers entdeckt. Als 17-Jähriger gehörte er bereits der ersten Mannschaft des in der seinerzeit erstklassigen Bezirksklasse Baden spielenden FC 08 Villingen an. Während seiner zehnjährigen Vereinszugehörigkeit zeichnete er sich als kompakter, überaus robuster und zweikampfstarker Abwehrspieler aus.
Als Sieger der Bezirksklasse VII Konstanz sowie als Sieger der sich anschließenden Gruppe Süd der Aufstiegsrunde für die Gauliga Baden 1939/40, spielte er mit seinem Team in der Untergruppe Schwarzwald/Bodensee der Gruppe Südbaden. Zuvor war er mit den „Schwarz-Weißen“ aus Villingen in den zwei ersten Anläufen 1934 und 1936 in den Aufstiegsspielen gescheitert. Während des Zweiten Weltkriegs war er in Fulda stationiert. Als im Bonifatiuskloster Hünfeld ein Lazarett eingerichtet wurde, gehörte er zu einigen bekannten Sportlern, die sich dem Hünfelder SV angeschlossen hatten. Nach einigen Spielen für den Verein wurde er von Borussia Fulda abgeworben und spielte dort als Gastspieler an der Seite von Ludwig Gärtner in der Gauliga Hessen. In der Saison 1940/41 ging er mit seiner Mannschaft als Sieger der Gruppe Süd hervor und gewann das Finale um die Gaumeisterschaft gegen den Sieger der Gruppe Nord, dem 1. BC Sport Kassel. Mit diesem Erfolg war er mit seiner Mannschaft für die Endrunde um die Deutsche Meisterschaft qualifiziert. Dort war er in drei von vier Spielen der Gruppe 2b gegen den FC Schalke 04 und Hannover 96 im Einsatz. Herausragend waren dabei der 4:3-Heimerfolg am 27. April 1941 gegen Hannover und die knappe 1:2-Heimniederlage am 11. Mai gegen Schalke. Ein besonderes Spektakel erlebte Gramlich am 13. Juli 1941 im 1. Schlussrundenspiel um den Tschammerpokal gegen Kickers Offenbach, als nach einem 1:5 Halbzeitrückstand vor allem Ludwig Gärtner mit fünf Toren zum sensationellen 9:6-Erfolg beitrug. Am 3. August verlor er mit Fulda in der 2. Schlussrunde mit 3:5 Toren beim 1. SV Jena und schied aus dem Pokalwettbewerb aus.

### National- und Auswahlmannschaften
Die Saison 1935/36 eröffnete Reichstrainer Otto Nerz mit der Fußballnationalmannschaft durch einen zweiwöchigen Lehrgang in Duisburg-Wedau. Er nahm dabei 60 Spieler unter die Lupe und bildete daraus dann zwei Mannschaften für den Doppelspieltag am 18. August 1935 in Luxemburg und München für die Länderspiele gegen das Großherzogtum und Finnland. Die „Nachwuchself“ gegen Luxemburg wurde von Sepp Herberger betreut und der Mann aus dem Schwarzwald debütierte an der Seite von Spielführer Willy Busch als linker Verteidiger in der DFB-Elf. Sieben Tage später, am 25. August, bildete Gramlich mit Reinhold Münzenberg das deutsche Verteidigerpaar beim 4:2-Erfolg gegen Rumänien in Erfurt. Als der DFB am 15. September erneut einen Doppelspieltag praktizierte, verteidigte der Mann aus Villingen in der A-Elf in Breslau beim 1:0-Sieg über Polen mit dem Münchner Sigmund Haringer. Die B-Elf trat in Stettin gegen Estland an. Im Oktober und November 1935 gehörte Gramlich der Gauauswahlmannschaft Badens an, die im Wettbewerb um den Reichsbundpokal gegen die Gauauswahlmannschaften Nordhessen und Sachsens anzutreten hatte. Seinen letzten unmittelbaren Kontakt zur Nationalmannschaft hatte er im Lehrgang vor dem Länderspiel am 4. Dezember 1935 in London gegen England. Zu einer weiteren Nationalmannschaftsberufung kam es danach nicht mehr.
Für die Gauauswahlmannschaft Badens war er noch einmal im Wettbewerb um den Reichsbundpokal 1938 aktiv. Im Folgejahr verlor er mit seiner Mannschaft das Ausscheidungsspiel am 12. November 1939 mit seinen Mitspielern August Klingler, Philipp Rohr und Helmut Schneider in Stuttgart gegen die Gauauswahlmannschaft Württembergs mit 2:4 Toren. In seiner Zeit in Fulda kam er auch für die Gauauswahlmannschaft Kurhessens als linker Verteidiger in diesem Wettbewerb zum Einsatz.

## Ableben
Als Soldat der Wehrmacht fiel er am 7. Februar 1942 an der Ostfront.